# Bois-Sainte-Marie
Bois-Sainte-Marie település Franciaországban, Saône-et-Loire megyében. Lakosainak száma 185 fő (2022. január 1.). Bois-Sainte-Marie Ozolles, Colombier-en-Brionnais és Gibles községekkel határos.

## Népesség
A település népességének változása:
| Lakosok száma | 199  | 200  | 203  | 197  | 193  | 190  | 189  | 187  | 185  |
|               | 2013 | 2015 | 2016 | 2017 | 2018 | 2019 | 2020 | 2021 | 2022 |